# Graf DK 49

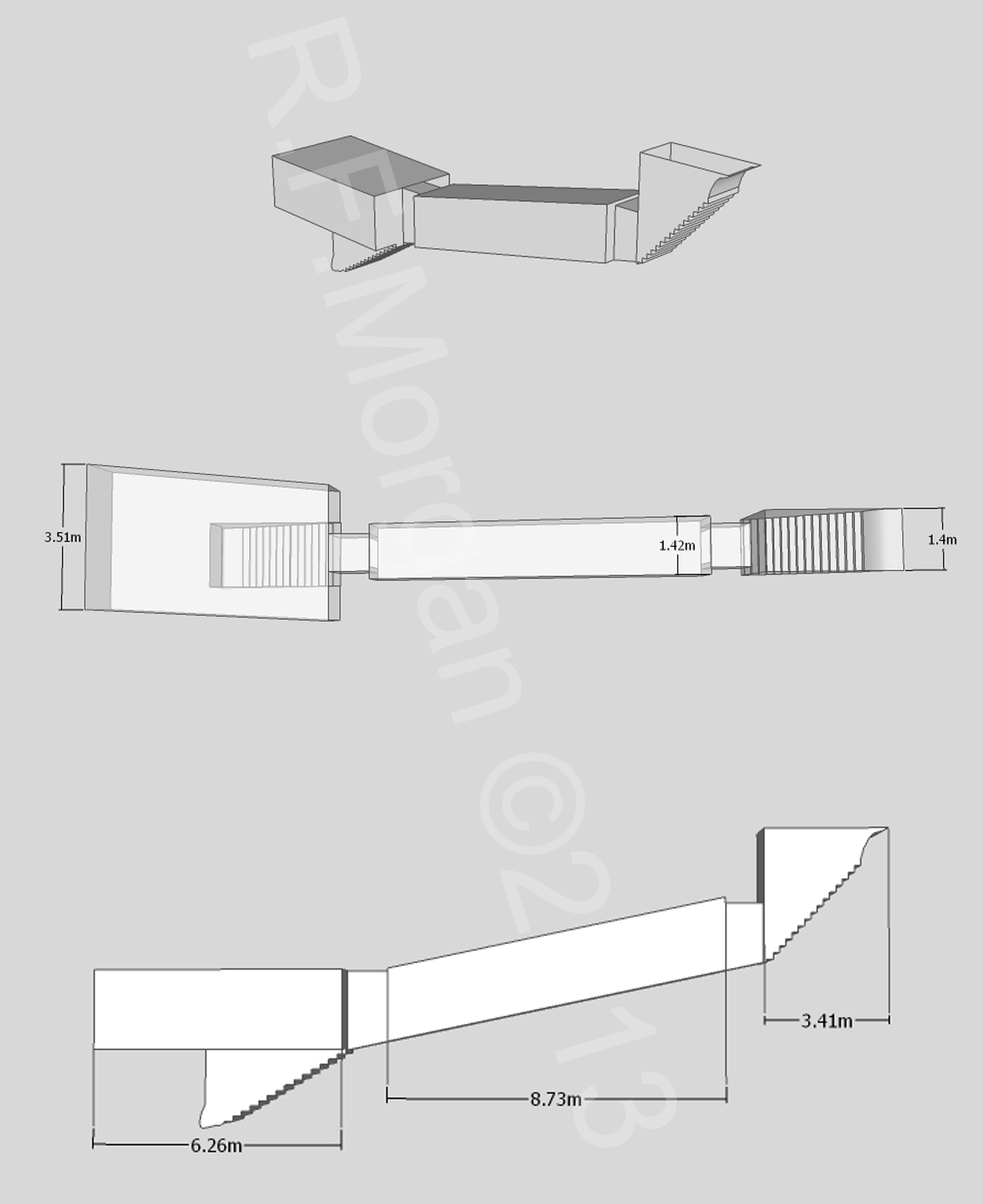
Schematische weergave van graf DK 49

Graf DK 49 is een graf uit de Vallei der Koningen. Het graf werd ontdekt in januari 1906 door de jonge archeoloog Edward Russell Ayrton. Het is een typisch voorbeeld van een tombe uit de 18e dynastie. Mogelijk werd DK 49 in het Nieuwe Rijk gebruikt als restauratieruimte voor mummies.